# Prosobonia sauli
Prosobonia sauli — вимерлий вид сивкоподібних птахів родини баранцевих (Scolopacidae). Описаний у 2020 році.

## Рештки
Субфосильні рештки знайдено у 1991 та 1992 році на острові Гендерсон, що входить до складу архіпелагу Піткерн на півдні Тихого океану. Птах вимер тут не раніше XI століття, незабаром після прибуття людей. Цілком ймовірно, що люди привезли з собою полінезійських щурів, які стали причиною вимирання птаха.

## Назва
Вид названий на честь Едварда К. Сола, орнітолога та природоохоронця з островів Кука. Протягом останніх 30 років він зробив величезний внесок у порятунок від зникнення пацифеї раротонзької (Pomarea dimidiata).